# Idomeneo (opera)
Idomeneo, K 366 (anche noto come Idomeneo, re di Creta ossia Ilia e Idamante), è un'opera seria (il primo capolavoro serio di Mozart) in lingua italiana di Wolfgang Amadeus Mozart.
Il libretto, denominato "Dramma per musica in tre atti" fu scritto dall'abate Giambattista Varesco ed è tratto dall'omonimo libretto di Antoine Danchet per la Tragédie-lyrique Idoménée (Parigi 1712) di André Campra.

## Genesi
L'opera fu commissionata a Mozart dal principe elettore Carlo Teodoro di Baviera nell'estate del 1780, per farla rappresentare in forma privata nella Residenza di Monaco di Baviera (Teatro Cuvilliés), il teatro di corte di Monaco di Baviera, nella stagione di carnevale dell'anno successivo. Autore del libretto fu Giambattista Varesco, cappellano di corte dell'arcivescovo di Salisburgo. La composizione fu laboriosa e comportò numerose modifiche a causa della prolissità del libretto, secondo quanto riferì lo stesso Mozart.
Le prove si svolsero tra l'8 novembre 1780 e il 22 gennaio 1781. La prima rappresentazione ebbe luogo il 29 gennaio 1781. Mozart era preoccupato per la resa degli interpreti: temeva in particolare che il castrato Dal Prato non arrivasse a finire l'aria e definì Anton Raaff, il tenore che interpretava Idomeneo, "una statua".
Fu invece soddisfatto dell'orchestra di Mannheim, che trovò favolosa, soprattutto i fiati, e per la quale aveva composto una partitura di straordinaria ricchezza timbrica, che per un'altra orchestra sarebbe risultata difficilmente eseguibile.

## La fortuna

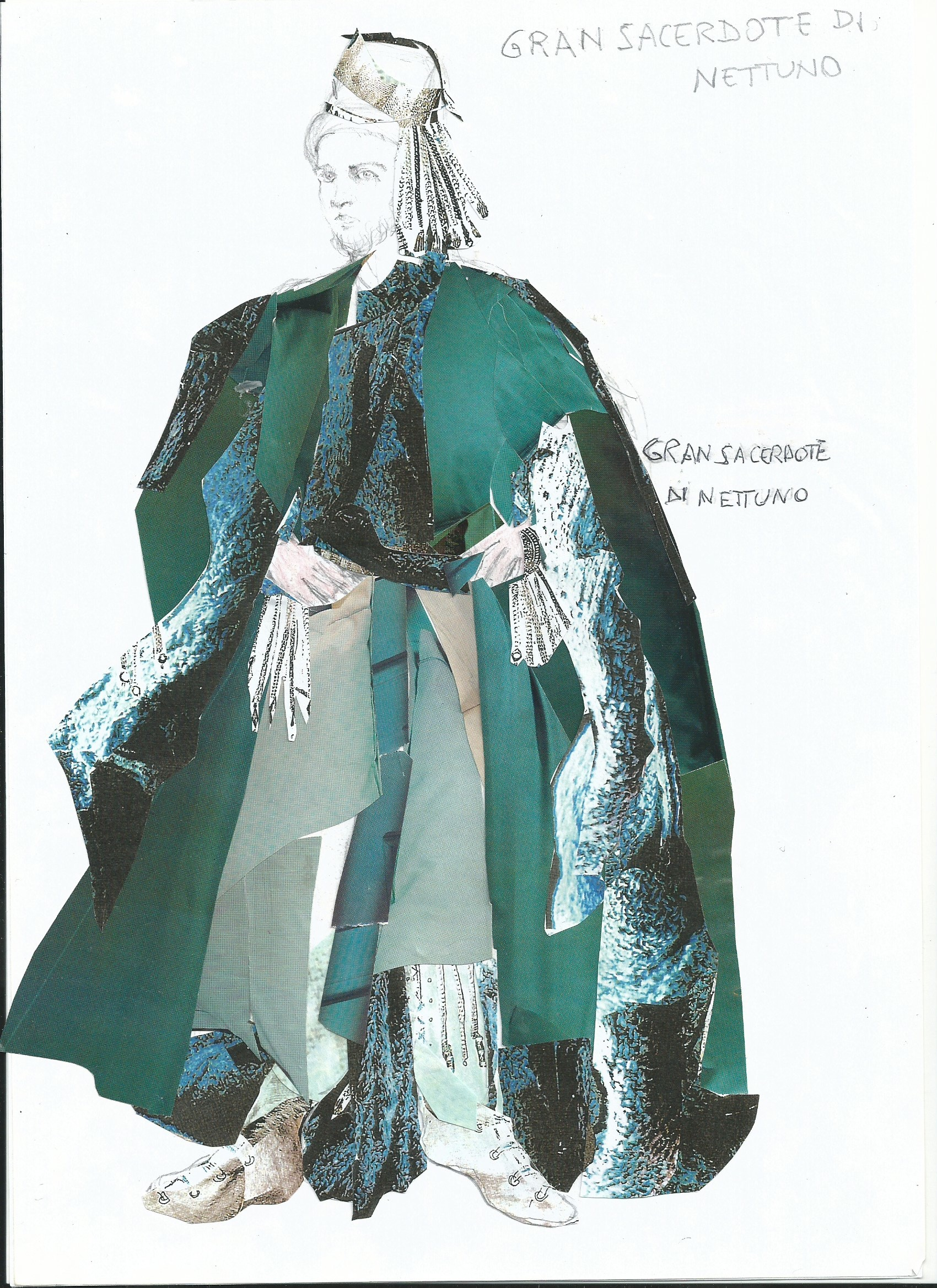
Costume per la messa in scena di Yoshi Oida a Praga (2011)

Il debutto, il 29 gennaio 1781 diretto da Christian Cannabich con Anton Raaff e Vincenzo dal Prato fu senza ombre.
L'opera fu osannata e fu eseguita per tre sere, sebbene durante la prima fu lanciata una coscia di fagiano da uno dei palchetti addosso a Mozart che dirigeva l'orchestra.
Nonostante l'apprezzamento del pubblico della corte di Monaco, negli anni seguenti Idomeneo non conobbe tuttavia che una sola ripresa, quando il 13 marzo 1786 fu rappresentato privatamente in forma di concerto diretto dal compositore a Vienna, nel palazzo del principe Auersperg. Per l'occasione, oltre all'apporto di diversi tagli e alla sostituzione di alcuni numeri della partitura originale con altri composti ex novo, Mozart dovette riscrivere per tenore la parte di Idamante. Questo comportò una ridistribuzione vocale negli ensemble dell'opera.
Al Wiener Staatsoper la première è stata nel 1879 e fino al 2007 ha avuto 79 recite.
Nel Regno Unito la première è stata nel 1934 al Theatre Royal di Glasgow per la Glasgow Grand Opera Society nella traduzione di Maisie Radford ed Evelyn Radford.
Al Teatro La Fenice di Venezia la prima è stata nel 1947 diretta da Vittorio Gui in occasione del X Festival Internazionale di Musica Contemporanea. Si tratta della prima esecuzione in Italia.

Al Festival di Salisburgo va in scena nel 1951 diretta da Georg Solti con i Wiener Philharmoniker, Rudolf Schock e Hilde Güden.
Al Glyndebourne Festival Opera va in scena nel 1951 in italiano diretta da Fritz Busch con la Royal Philharmonic Orchestra, Sena Jurinac e Birgit Nilsson.
Al Teatro alla Scala di Milano va in scena nel 1968 diretta da Wolfgang Sawallisch con Leyla Gencer, Margherita Rinaldi e Nicola Zaccaria.
Al Royal Opera House, Covent Garden la première di Idomeneo, re di Creta in italiano è stata nel 1978 diretta da Colin Davis con Janet Baker.
Al Metropolitan Opera House di New York la première è stata nel 1982 diretta da James Levine con Luciano Pavarotti, Ileana Cotrubaș, Frederica von Stade e Hildegard Behrens e fino al 2006 ha avuto 67 recite.
La vera riscoperta di quest'opera avvenne al Festival di Glyndebourne nel 1983 diretta da Bernard Haitink con la London Philharmonic Orchestra, Jerry Hadley e Carol Vaness trasmessa anche dalla televisione e nel 1985 viene diretta da Simon Rattle con John Aler portata anche al Barbican Centre di Londra, all'Apollo Theatre di Oxford, al Palace Theatre di Manchester, al Hippodrome di Birmingham ed al Gaumont Theatre di Southampton.
Al Teatro Regio di Torino va in scena nel 1986 e nel 2010 con Eva Mei.
All'Opéra National de Paris la prima è nel 1987 diretta da Christopher Hogwood con la Vaness.
Al San Francisco Opera va in scena nel 1989 diretta da John Pritchard con Karita Mattila.
All'Opera di Santa Fe (Nuovo Messico) va in scena nel 1999 con Hadley.
Al Teatro Colón di Buenos Aires  va in scena nel 1963 diretta da Hans Schmidt-Isserstedt, con Lewis Richard (Idomeneo) e Kmentt Waldemar (Idamante).
Oggi è frequentemente rappresentata, anche in Italia. Al Teatro alla Scala di Milano fu scelta come opera d'inaugurazione della stagione 2005-2006, diretta da Daniel Harding con Francesco Meli (7 dicembre 2005).

## Caratteri dell'opera
Scritto quando Mozart aveva venticinque anni, Idomeneo non è la sua prima opera seria in assoluto, ma la prima nella quale si riscontrano elementi di maggiore libertà formale. Con quest'opera egli mitigò in parte le convenzioni formali dell'opera metastasiana.
Benché l'impianto sia quello tipico dell'opera seria italiana, con la sua tradizionale alternanza di arie e recitativi, molti elementi risultano estranei a quella tradizione e sono relativamente più moderni: vengono inseriti cori, danze e brani orchestrali. I cori assumono talvolta un ruolo attivo, come avviene durante la scena dei naufraghi nel primo atto.

## Cast della prima assoluta
| Personaggio               | Tipologia vocale                                       | Interpreti della prima 29 gennaio 1781 (direttore Wolfgang Amadeus Mozart) |
| ------------------------- | ------------------------------------------------------ | -------------------------------------------------------------------------- |
| Idomeneo                  | tenore                                                 | Anton Raaff                                                                |
| Idamante                  | soprano castrato, successivamente riscritta per tenore | Vincenzo dal Prato                                                         |
| Ilia                      | soprano                                                | Dorothea Wendling                                                          |
| Elettra                   | soprano                                                | Elisabeth Wendling                                                         |
| Arbace                    | tenore                                                 | Domenico de' Panzacchi                                                     |
| Gran Sacerdote di Nettuno | tenore                                                 | Giovanni Valesi                                                            |

## Trama

### Atto I
Dopo la caduta di Troia, Idomeneo, re di Creta, torna in patria dal figlio Idamante, ma la sua flotta in prossimità dell'isola è colta dalla tempesta. Vinto dal timore, fa voto a Nettuno di sacrificargli il primo uomo che incontrerà non appena giunto a terra.

La figlia di Agamennone, Elettra, dopo l'uccisione della madre Clitennestra, si è rifugiata a Creta dove si è innamorata di Idamante, il quale ama invece Ilia, figlia di Priamo re di Troia, inviata da Idomeneo a Creta come prigioniera di guerra. Lacerata tra l'amore per un nemico e l'onore di principessa troiana (Padre germani, addio), Ilia respinge Idamante che, informato dell'imminente arrivo del padre, libera i prigionieri troiani e dichiara a Ilia il suo amore.

Elettra, a sua volta, accusa Idamante di proteggere il nemico e di oltraggiare tutta la Grecia. Frattanto giunge Arbace, confidente del re, a portare la falsa notizia che Idomeneo è annegato dopo un naufragio. Idamante allora si ritira in preda al suo dolore, mentre Elettra sfoga la sua disperata gelosia, pensando che ormai Idamante, divenuto il nuovo sovrano, sposerà Ilia. Dalla spiaggia si scorge la flotta di Idomeneo sul mare in burrasca e si odono le grida dell'equipaggio.

Idamante, figlio di Idomeneo, si reca sulla spiaggia, avvisato erroneamente del naufragio del padre. Idamante è il primo uomo che il padre incontra sulla spiaggia. I due non si riconoscono, a causa della lunga assenza di Idomeneo, se non in seguito e Idomeneo inorridisce quando scopre che il giovane incontrato è suo figlio Idamante: preso dal terrore, fugge e gli vieta di seguirlo. Idamante esprime profondo stupore per il comportamento del padre.

#### Intermezzo
L'intermezzo - che costituisce di fatto il finale dell'atto I - è articolato in due episodi: una marcia dei soldati rientranti in patria e un coro inneggiante a Nettuno (Nettuno s'onori). Nell'intermezzo non canta nessuno dei personaggi principali, solamente il coro, che rende omaggio a Idomeneo e a Nettuno.

### Atto II
Idomeneo confessa ad Arbace l'orribile voto che ha fatto per salvarsi la vita. Arbace gli suggerisce, per sottrarsi al suo terribile voto, di inviare Idamante con Elettra ad Argo; ma Idomeneo sospetta che Idamante e Ilia si amino. Elettra manifesta la sua gioia sentendosi ormai prossima a realizzare il suo desiderio più ardente.

Al momento della partenza (Placido è il mar) Idomeneo esorta il figlio ad affrettarsi verso Argo, però, Nettuno scatena una nuova tempesta, e dal mare si leva un orribile mostro. Il re grida il suo sdegno a Nettuno (Ingiusto sei!), gridandogli di prendersela solo con lui, non con tutta Creta. Il popolo, spaventato alla vista del mostro, si rifugia dentro Sidone.

### Atto III
Ilia affida ai venti il suo messaggio d'amore per Idamante (Zeffiretti lusinghieri), che le dichiara di essere deciso a cercare la morte combattendo il mostro: Ilia, commossa, gli confida il suo amore. Giungono Idomeneo ed Elettra e, ancora una volta, il re ordina al figlio di lasciare Creta per sottrarsi alla morte (Andrò ramingo e solo).

Arbace annuncia che il popolo vuole che Idomeneo confessi il suo segreto, e lamenta il destino della città (Sventurata Sidone). Il Gran Sacerdote sollecita il re a compiere il voto e chiede il nome della vittima: il re pronuncia il nome del figlio (O voto tremendo). Inizia il rituale del sacrificio, ma giunge Arbace ad annunciare che Idamante ha ucciso il mostro (Stupenda vittoria!). Il principe ora sa tutto e si dichiara pronto a morire, ma, nel momento in cui Idomeneo sta per colpirlo, Ilia si precipita tra le sue braccia e si offre come vittima al posto dell'uomo che ama.

All'improvviso si sente la voce dell'Oracolo di Nettuno: Idomeneo deve rinunciare al trono in favore di Idamante che sposerà Ilia e poi regnerà in luogo del padre. Elettra, furente, impreca (D'Oreste, d'Aiace) e poi fugge. Idamante viene incoronato tra cori e danze (Scenda amor, scenda Imeneo).

## Organico orchestrale

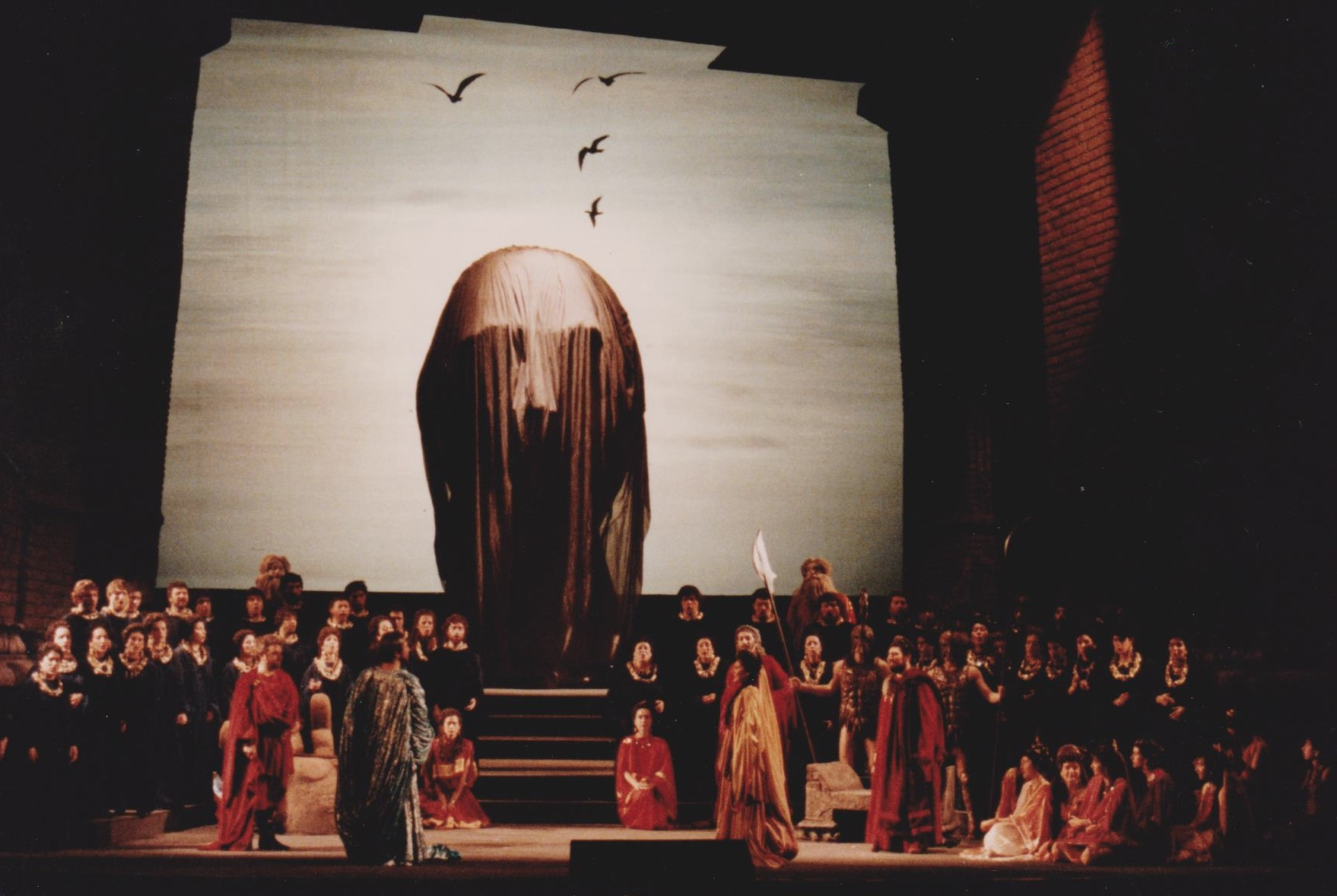
Idomeneo al Teatro Bellini di Catania, regia di Claude d'Anna (1991)

La partitura di Mozart prevede l'utilizzo di:
- 2 flauti, ottavino, 2 oboi, 2 clarinetti, 2 fagotti,
- 4 corni, 2 trombe, 3 tromboni
- timpani
- archi.

Il basso continuo nei recitativi secchi è garantito dal clavicembalo e dal violoncello.

## Brani celebri
Atto I
- Padre, germani, addio!, aria di Ilia
- Non ho colpa, aria di Idamante
- Tutte nel cor vi sento, aria di Elettra

Atto II
- Se il padre perdei, aria di Ilia
- Fuor del mar, aria di Idomeneo
- Idol mio, aria di Elettra

Atto III
- Zeffiretti lusinghieri, aria di Ilia
- Andrò ramingo e solo, quartetto di Ilia, Elettra, Idamante, Idomeneo
- D'Oreste, D'Aiace, aria di Elettra

## Struttura musicale

### Versione di Monaco
- Ouverture

#### Atto primo
- Recitativo [accompagnato] Quando avran fine omai
- N. 1 Aria Padre, germani, addio! (Ilia)
- N. 2 Aria Non ho colpa (Idamante)
- N. 3 Coro Godiam la pace
- Recitativo Or sì dal cielo (Idamante, Ilia)
- Recitativo Estinto è Idomeneo
- N. 4 Aria Tutte nel cor vi sento (Elettra) attacca:
- N. 5 Coro Pietà! Numi, pietà attacca:
- Pantomima e Recitativo Eccoci salvi alfin (Idomeneo)
- Recitativo Oh, voto insano
- N. 6 Aria Vedrommi intorno l'ombra dolente (Idomeneo)
- Recitativo Spietatissimi Dei! (Idomeneo, e Idamante)
- N. 7 Aria Il padre adorato (Idamante)

#### Intermezzo
- N. 8 Marcia
- N. 8a Ballo delle donne Cretesi
- N. 9 Coro Nettuno s'onori

#### Atto secondo
- N. 10a Aria Se il tuo duol (Arbace)
- N. 11 Aria Se il padre perdei (Ilia)
- Recitativo Qual mi conturba i sensi
- N. 12a Aria Fuor dal mar (Idomeneo)
- Recitativo Chi mai del mio provò piacer più dolce?
- N. 13 Aria Idol mio, se ritroso (Elettra) attacca:
- N. 14 Marcia Odo da lunge armonioso suono (Elettra)
- N. 15 Coro Placido è il mar, andiamo (Elettra, Coro)
- N. 16 Terzetto Pria di partir, oh Dio! (Elettra, Idamante, Idomeneo) attacca:
- N. 17 Coro Qual nuovo terrore attacca:
- Recitativo Eccoti in me, barbaro Nume! (Idomeneo)
- N. 18 Coro Corriamo, fuggiamo

#### Atto terzo
- Recitativo Solitudini amiche e
- N. 19 Aria Zeffiretti lusinghieri (Ilia) attacca:
- Recitativo Ei stesso vien (Ilia)
- Recitativo Odo?
- N. 20a Duetto S'io non moro a questi accenti (Idamante, Ilia)
- Recitativo Cieli! che vedo?
- N. 21 Quartetto Andrò ramingo e solo (Ilia, Elettra, Idamante, Idomeneo)
- Recitativo Sventurata Sidon!
- N. 22 Aria Se colà ne' fati è scritto (Arbace)
- N. 23 Recitativo Volgi intorno lo sguardo (Gran Sacerdote, Idomeneo)
- N. 24 Coro Oh voto tremendo! attacca
- N. 25 Marcia
- N. 26 Cavatina con coro Accogli, oh re del mar (Idomeneo, Sacerdoti)
- N. 27 Recitativo Padre, mio caro padre (Idamante, Idomeneo, Ilia, Gran Sacerdote, Elettra)
- N. 28 La voce Idomeneo cessi esser re
- N. 29 Recitativo Oh ciel pietoso! (Idomeneo, Idamante, Ilia, Arbace, Elettra)
- N. 30 Coro Scenda Amor, scenda Imeneo
- N. 31 Balletto (KV 367) in re maggiore

### Versione di Vienna
- Ouverture

#### Atto primo
- Recitativo [accompagnato] Quando avran fine omai
- N. 1 Aria Padre, germani, addio! (Ilia)
- N. 2 Aria Non ho colpa (Idamante)
- N. 3 Coro Godiam la pace
- Recitativo Or sì dal cielo (Idamante, Ilia)
- Recitativo Estinto è Idomeneo
- N. 4 Aria Tutte nel cor vi sento (Elettra) attacca:
- N. 5 Coro Pietà! Numi, pietà attacca:
- Pantomima e Recitativo Eccoci salvi alfin (Idomeneo)
- Recitativo Oh, voto insano
- N. 6 Aria Vedrommi intorno l'ombra dolente (Idomeneo)
- Recitativo Spietatissimi Dei! (Idomeneo, e Idamante)
- N. 7 Aria Il padre adorato (Idamante)

#### Intermezzo
- N. 8 Marcia
- N. 8a Ballo delle donne Cretesi
- N. 9 Coro Nettuno s'onori

#### Atto secondo
- N. 10 Aria Non temer, amato bene (Idamante)
- N. 11 Aria Se il padre perdei (Ilia)
- Recitativo Qual mi conturba i sensi
- N. 12a Aria Fuor dal mar (Idomeneo)
- Recitativo Chi mai del mio provò piacer più dolce?
- N. 13 Aria Idol mio, se ritroso (Elettra) attacca:
- N. 14 Marcia Odo da lunge armonioso suono (Elettra)
- N. 15 Coro Placido è il mar, andiamo (Elettra, Coro)
- N. 16 Terzetto Pria di partir, oh Dio! (Elettra, Idamante, Idomeneo) attacca:
- N. 17 Coro Qual nuovo terrore attacca:
- Recitativo Eccoti in me, barbaro Nume! (Idomeneo)
- N. 18 Coro Corriamo, fuggiamo

#### Atto terzo
- Recitativo Solitudini amiche e
- N. 19 Aria Zeffiretti lusinghieri (Ilia) attacca:
- Recitativo Ei stesso vien (Ilia)
- Recitativo Odo?
- N. 20b Duetto Spiegarti non poss'io (Idamante, Ilia)
- Recitativo Cieli! che vedo?
- N. 21 Quartetto Andrò ramingo e solo (Ilia, Elettra, Idamante, Idomeneo)
- Recitativo Sventurata Sidon!
- N. 22 Aria Se colà ne' fati è scritto (Arbace)
- N. 23 Recitativo Volgi intorno lo sguardo (Gran Sacerdote, Idomeneo)
- N. 24 Coro Oh voto tremendo! attacca
- N. 25 Marcia
- N. 26 Cavatina con coro Accogli, oh re del mar (Idomeneo, Sacerdoti)
- N. 27 Recitativo Padre, mio caro padre (Idamante, Idomeneo, Ilia, Gran Sacerdote, Elettra)
- N. 27a Aria No, la morte (Idamante)
- N. 28a La voce Idomeneo cessi esser re
- N. 29 Recitativo Oh ciel pietoso! (Idomeneo, Idamante, Ilia, Arbace, Elettra)
- N. 29a Aria D'Oreste, d'Aiace (Elettra)
- N. 30 Recitativo Popoli, a voi l'ultima legge
- N. 30a Aria Torna la pace (Idomeneo)
- N. 31 Coro Scenda Amor, scenda Imeneo

## Scandalo 2006
Molto scalpore suscitò la decisione della sovrintendente dalla Deutsche Oper di Berlino Kirsten Harms d'annullare la ripresa di un allestimento di Idomeneo per la regia di Hans Neuenfels prevista per il novembre 2006. In questo allestimento venivano mostrate le teste mozzate di Maometto, Gesù, Budda e Nettuno. Ciò aveva suscitato preoccupazioni da parte del senatore per l'ordine pubblico e della polizia di Berlino per possibili "azioni violente". Dopo l'intervento del ministro degli interni tedesco Wolfgang Schäuble alla conferenza islamica a Berlino il 27 settembre e altri intermediazioni, il discusso allestimento andò di nuovo in scena il 18 dicembre senza suscitare i temuti disordini.

## Discografia
| Anno | Cast (Idomeneo, Idamante, Ilia, Elettra)                                        | Direttore               | Etichetta           |
| ---- | ------------------------------------------------------------------------------- | ----------------------- | ------------------- |
| 1956 | Richard Lewis, Léopold Simoneau, Sena Jurinac, Lucille Udovick                  | John Pritchard          | EMI                 |
| 1961 | Waldemar Kmnett, Ernst Haefliger, Elisabeth Grümmer, Pilar Lorengar             | Ferenc Fricsay          | Deutsche Grammophon |
| 1968 | George Shirley, Ryland Davies, Margherita Rinaldi, Pauline Tinsley              | Colin Davis             | Philips             |
| 1971 | Nicolai Gedda, Adolf Dallapozza, Anneliese Rothenberger, Edda Moser             | Hans Schmidt-Isserstedt | EMI                 |
| 1977 | Wieslaw Ochman, Peter Schreier, Edith Mathis, Júlia Várady                      | Karl Böhm               | Deutsche Grammophon |
| 1980 | Werner Hollweg, Trudeliese Schmidt, Rachel Yakar, Felicity Palmer               | Nikolaus Harnoncourt    | Teldec              |
| 1983 | Luciano Pavarotti, Agnes Baltsa, Lucia Popp, Edita Gruberová                    | John Pritchard          | Decca               |
| 1990 | Anthony Rolfe-Johnson, Anne Sofie von Otter, Sylvia McNair, Hillevi Martinpelto | John Eliot Gardiner     | Archiv Produktion   |
| 1991 | Francisco Araiza, Suzanne Mentzer, Barbara Hendricks, Roberta Alexander         | Colin Davis             | Philips             |
| 1994 | Plácido Domingo, Cecilia Bartoli, Heidi Grant Murphy, Carol Vaness              | James Levine            | Deutsche Grammophon |
| 2001 | Ian Bostridge, Lorraine Hunt Lieberson, Lisa Milne, Barbara Frittoli            | Charles Mackerras       | EMI                 |
| 2003 | Bruce Ford, Diana Montague, Rebecca Evans, Susan Patterson                      | David Parry             | Chandos             |
| 2008 | Richard Croft, Bernarda Fink, Sunhae Im, Aleksandrina Pendačanska               | René Jacobs             | Harmonia Mundi      |

## Videoregistrazioni (DVD)
- James Levine (1982). Deutsche Grammophon. Regia, scene e costumi di Jean-Pierre Ponnelle. Interpreti: Luciano Pavarotti; Frederica von Stade; Ileana Cotrubaș, Hildegard Behrens; John Alexander; Timothy Jenkins; Richard Clark; Loretta Di Franco, Batyah Godfrey-Bendavid; Charles Anthony, James Courtney. Ripresa video di Brian Large. Questa è stata la prima produzione dell'opera da parte del Metropolitan di New York.
- Bernard Haitink (1983). NVC Arts. Regia teatrale di Trevor Nunn. Interpreti: Philip Langridge, Jerry Hadley (che esegue la versione per tenore della parte di Idamante), Yvonne Kenny, Carol Vaness, Thomas Hemsley, Anthony Roden, Roderick Kennedy, altri non indicati. The Glyndebourne Chorus, London Philharmonic Orchestra. Registrata al Glyndebourne Festival Opera.
- Marco Guidarini (2004). Dynamic. Regia, scene e costumi di Pier Luigi Pizzi. Interpreti: Kurt Streit; Sonia Ganassi; Angeles Blancas Gulin; Iano Tamar; Jörg Schneider; Dario Magnabosco; Deyan Vatchkov. Orchestra e coro del Teatro San Carlo di Napoli. Ripresa video: Tiziano Mancini.
- Sir Roger Norrington (2006). Decca. Parte del Progetto M22 del Festival di Salisburgo. Messo in scena con la regia di Ursel Herrmann e le scene di Karl-Ernt Herrmann. Interpreti: Ramón Vargas, Magdalena Kožená, Ekaterina Siurina, Anja Harteros, Jeffrey Francis; Robin Leggate; Günther Groissböck, altri non indicati. Salzburger Bachchor, Camerata Salzburg
- Kent Nagano (2008). Medici Arts. Regia di Dieter Dorn. Interpreti: John Mark Ainsley, Pavol Breslik (che esegue la versione per tenore della parte di Idamante), Julianne Banse, Annette Dasch, Rainer Trost, Guy de Mey, Steven Humes; altri non indicati. Chor & Orchester der Bayerischen Staatsoper. Registrata dal vivo all'Opera di Stato Bavarese di Monaco.